# Alpine A106
El Alpine A106, derivado deportivo del Renault 4CV(Type 1062)   en España popularmente llamado Renault 4/4, y fabricado desde 1953 hasta 1959-, era un automóvil deportivo, basado en la mecánica de dicho Renault 4 francés, primer coche galo que superó el millón de unidades fabricadas y «motorizador» de los franceses entre 1947 y 1961, automóvil que no hay que confundir con los Renault 3 y 4, aparecidos en agosto de 1961.
El Alpine A 106 usaba plataforma, mecánica, suspensiones, frenos, ruedas y caja de cambios del Renault 4, así como el parabrisas trasero del alto de gama de Renault, el Frégate, como parabrisas delantero. Su nombre de A 106 retenía esas tres cifras del número 1062 que identificaba al Renault 4, en nuestro país 4/4.
Así pues, vamos a recordar las primeras 251 unidades que fabricó Alpine, todas del modelo 106, a las que desde 1960 sucedió el nuevo Alpine, el A 108 berlinetta Tour de France, que en España conocimos desde 1964, fabricado por FASA en Valladolid.
Alpine es la obra de un gran aficionado al automóvil y a su deporte, Jean Rédelé quien a los 24 años era el concesionario de Renault en Dieppe, y que -según su referencia- recorría a principios de los años 50 unos 100.000 km anuales conduciendo su Renault 4 cv. 
En entrevista concedida a la revista Autopassion en 1987 (3), Rédelé recordaba los inicios de Alpine, definiéndose a sí mismo como “un muchacho apasionado por el automóvil y que tuvo la suerte de concretizar una parte de lo que deseaba, en una época en la que no se creía en la competición, pues en la posguerra había otras prioridades”.
Añadía que en las carreteras había poco más que el Renault 4, vehículo que usaba para su trabajo, pero también para correr en su tiempo libre, ejercitándose en la competición a su volante y corriendo con él el Lieja-Roma-Lieja, las Mil Millas, la Copa de los Alpes, el Rallye de Montecarlo o las 24 horas de Le Mans, competiciones en las que solía ganar el primer premio en su categoría, la de automóviles con motor de menos de 750 cc.
Hay que añadir que en esa época, desde 1947 a 1955, el parque automovilístico francés no rebasó al de 1938 hasta 1951, lo que da idea de las penurias de la posguerra mundial.
Rédelé usaba también el Renault 4-1063, que era un 4 con caja de 4 velocidades, carrocería de aluminio y con 53 cv de potencia, gracias a una importante serie de mejoras en su motor.
Recordaba Rédelé que había escogido la denominación “Alpine”, porque “apreciaba las cualidades del Renault 4 en montaña, disfrutando mucho de las carreras en ese medio, en el cual valoraba especialmente su comportamiento”. En otras palabras, se trataba de nominar pequeños deportivos particularmente manejables en carreteras montañosas, haciendo una referencia a los Alpes.
Luego “un encadenamiento de cosas le llevó a ser constructor”, desde su personal uso del Renault 4, al conocimiento de los carroceros Chappe y Gessalin, que trabajaban el plástico y con quienes construyó los primeros Alpine sobre la base de su querido Renault 4, coche que, a su modo de ver, necesitaba para correr una carrocería más en consonancia.
Tras el precedente de numerosos derivados artesanales del Renault 4, Rédelé, por su parte, realizó tres coupés especiales con carrocería de Michelotti fabricada por Allemano, uno de ellos expuesto en el Salón de Nueva York de 1954 con el nombre de The Marquis -cuya fabricación en EE.UU. se había intentado, sin éxito-,  no apareciendo el primero de los Alpine hasta el año siguiente.
Su fabricación se inició en enero y el Alpine se vio por vez primera el 30 de abril de 1955 para correr las Mil Millas, donde se clasificó en segundo lugar en su categoría. Luego, en julio, tres ejemplares -uno azul, otro blanco y otro rojo, como los colores de la bandera francesa- se presentaron en Billancourt ante el edificio administrativo de la Régie Renault, iniciándose su comercialización oficial -tras unas 30 unidades fabricadas previamente- después de ser presentado en el 42 Salón de París, abierto el 6 de octubre de 1955, Salón donde la estrella fue el Citroën DS 19.
Allí, en el stand Renault, se exhibían las tres versiones iniciales del Alpine A 106, las tres con idéntica carrocería de poliéster estratificado y fibra de vidrio, constituyendo las tres la gama para 1956, diferenciada de las versiones iniciales por ofrecer intermitentes bajo los faros, así como apertura de puertas por medio de un botón.

## Historia
Estos eran los integrantes de la gama para 1956:
1. El Alpine A 106/1062 (derivado del Renault 4 normal), que daba 21 cv y costaba 824.000 fr, cuando los precios de la amplia gama del Citroën Traction -los 11 ligero, normal y familiar- estaban entre 523.657 y 779.100 fr.
2. El Alpine A 106/1062 S, que era la novedad, también derivado del 4 normal, pero con su mecánica mejorada dando 30 cv, cuyo precio era de 889.000 fr, cuando el recién comercializado Peugeot 403 costaba 725.000 fr.
3. El Alpine A 106/1063, derivado del Renault 4 deportivo -el 1063-, que daba como este 42 cv y costaba 1.100.000 fr, siendo entonces el precio del alto de gama de Renault, el Frégate Grand Pavois, 948.000 fr, y yendo el de un Renault 4 de 21 cv desde 395.000 a 951.930 fr, que era lo que valía el aludido 1063 de 42 cv. (7)

- En 1957 se vende la versión más básica, el ya mencionado A 106/1062 en su versión coach inicial, ahora con un parabrisas delantero específico, así como el A 106 S de 30 cv y el nuevo A 106-1063, con sus 40 o 42 cv según relación de compresión de 9 o de 9,5 y según carburador Solex 35 o Weber 36. No se llega a comercializar una versión descapotable basada en el A 106, presentándose una versión cabriolet en enero de 1957, también diseñada por Michelotti, la cual estará presente en el Salón de 1957.[8]
- En octubre de 1957, en el Salón de París, están expuestos el A 106-1062 y el A 106/1062  S, a los que acompaña la nueva variante A 106 Mille Miles[11], que ofrece 43 cv, a las que se suma el ya descrito cabriolet de Michelotti, que se fabricará desde 1958 en una nueva factoría establecida en Dieppe. Hay que decir que los modelos para 1958 llevan otra vez con manillas en las puertas y las nuevas llantas lisas de los 4 y Dauphine (el cual existía desde marzo de 1956); por otra parte, los A 106 -de mecánica Renault 4, así como los A 108[12] -de mecánica Renault Dauphine- comparten la misma carrocería.[9]
- Llega el salón de 1958 y Alpine recurre también a la mecánica del Dauphine, que está en el mercado desde marzo de 1956. Los consabidos modelos A 106/1062 -con sus 27 cv- y A 106/1062 Mille Miles -con sus 43 cv-, ambos con mecánicas derivadas del Renault 4, aparecen acompañados por los nuevos Alpine con mecánica Dauphine y la carrocería del A 106: el A 108 de 845 cc y 31 cv, el A 108 Speciale con la mecánica del Dauphine Gordini y 37 cv y el A 108/904 dotado de la misma mecánica del Gordini pasada a 904 cc para dar 50 cv.[10]
- El salón de París de 1959 es el último donde se verán los A 106 y los A 108, ambos con igual carrocería.  Allí estarán el A 106/1062 con 27 cv y el A 106 Mille Miles y 48 cv sae, llevando los faros delanteros menos prominentes y más retrasados. Junto a ellos los A 108 de 31, 40, 50 o 70 cv, según lleven mecánica Dauphine de 845 cc, Gordini de 845 cc, Gordini de 904 cc o Gordini pasado a 998 cc, llamados A 108, A 108 Speciale, A 108/904 y A 108-998.[11] Existe mucha confusión en este sentido ya que a partir de esa fecha, los A108 equiparían una carrocería totalmente diferente pero conservarían la nomenclatura y la mecánica.
- La prensa especializada recibe con evidente simpatía a los Alpine.

El primero que se prueba es un A 106 básico, el de 21 cv. Comienzan recordando que el Renault 4 ha inspirado numerosas variantes, buscando más prestaciones o intentando una presentación más cuidada, pero recuerdan que solo el Alpine A 106 se fabrica en serie.
Lo definen como “un simpático coche pequeño para solteros o parejas sin hijos que quieran un deportivo confortable para largas distancias”, si bien advierten que le falta motor, por lo que ya piensan en el Dauphine, y en su mecánica más potente, que será presentado cuatro meses después.
Le valoran favorablemente su velocidad punta de ¡113 km/h!, su consumo (entre 6,6 y 9 l cada 100 km), su ruido inferior al del Renault 4, su silueta y el espacio para equipajes si viajan dos, pues el maletero contiene 50 l. Frenos, caja de cambios y dirección dura pero precisa, cumplen.
Agrada menos su escaso nervio y prestaciones, concretamente 25 segundos para hacer los 400 m desde parado y 48 para recorrer el km, así como 68 segundos para alcanzar los 100 km/h.
Para mejor juicio de las prestaciones del A 106 cabe el recurso a los resultados que publica esta misma revista, L´AutoJournal. El simple Renault 4 alcanza los 106 km/h y necesita 60 segundos para alcanzar los 95 km/h, haciendo el km en 52 segundos. El Renault Dauphine consigue 116 km/h y alcanza los 100 km/h en 37 segundos y hace el km desde parado en 47 segundos. Una popular berlina de 4 puertas y 1300 cc, el  Simca Aronde, se apunta 131 km/h de velocidad máxima y alcanza los 100 km/h en 30 segundos, haciendo el km desde parado en 43 segundos. Es obvio que las cifras expuestas demuestran que el A 106 “corre” como una sencilla berlina familiar llamada Renault Dauphine.
Resaltan igualmente otras deficiencias como su manifiesto carácter sobrevirador, su suspensión seca, su estanqueidad deficiente y su escasa habitabilidad.
Siguen las pruebas en prensa y es ahora L’Automobile, la revista que se hace cargo de un Alpine Mille Miles de 40 cv, al que describe como “el más brillante de los deportivos franceses, que se contenta con un motor de pequeña cilindrada”.
Lo primero que dejan claro es que este derivado del Renault 4 normal, el 1062, usó la planta motriz de su versión deportiva -el Renault 4-1063-, lo que implica 40 cv en vez de 21 a costa de cambios en culata, colectores de alimentación, escape, carburación, árbol de levas, cigüeñal, pistones, encendido y una relación de compresión de 9,3, así como una caja de velocidades de 5 marchas y un cárter de aceite de 5 litros.
De este modo, las prestaciones ya no son tan tímidas: 145 km/h de velocidad máxima, 21 segundos para alcanzar los 400 m desde parado y 40 para recorrer el km, todo ello con unos consumos entre 9,98 y 11,6 l cada 100 km.
Por lo demás, se habla de una estabilidad asombrosa, si bien el coche es sumamente sobrevirador y si se va, lo hace bruscamente. Se añade que es un dos plazas deportivo, con una suspensión más enfocada a la estabilidad que al confort, unos frenos aceptables, una carrocería bonita y una climatización -que no aire acondicionado…- pasable, una reserva de combustible escasa -28 l- y una visibilidad deficiente, en especial la trasera.
La última de las pruebas del A 106 es de nuevo publicada en L’AutoJournal.
Esta vez el Alpine probado es un A 106 con motor Dauphine Gordini pasado de 845 cc a 904, o sea un A 108/904 en versión competición y dando 59 cv a 6000 rpm (Automobilia describe esta mecánica ofreciendo de serie 50 cv a 5500 rpm…).